# Мостова вулиця (Київ, Солом'янський район)
Мостова́ ву́лиця — вулиця в Солом'янському районі міста Києва, місцевість Совки. Пролягає від вулиці Каменярів (двічі, утворюючи півколо; має форму літери Г).
Прилучаються  провулки Мостовий, Каменярів, Федьковича та вулиця Федьковича.

## Історія
Вулиця виникла в 1-й половині XX століття під назвою 163-тя Нова. Сучасна назва — з 1944 року.
Також назву Мостова в Києві раніше мали вулиці Володимира Рибака та Петра Сагайдачного.